# Contea di Longhua
La contea di Longhua (隆化县S, Lónghuà XiànP) è una contea della Cina, situata nella provincia di Hebei e amministrata dalla prefettura di Chengde.